# John Terry
John George Terry (London, 7. prosinca 1980.) je engleski umirovljeni nogometaš.
Od 1997. do 2017. godine igrao je u engleskom klubu Chelseaju gdje je bio i kapetan.
Dana 3. lipnja 2003. godine je prvi put nastupao za englesku reprezentaciju u utakmici protiv Srbije i Crne Gore.
Sezone 2004/05. je od drugih igrača izabran za najboljeg nogometaša engleske Premier lige. Iste godine je njegov klub Chelsea bio prvak lige, prvi put za točno 50 godina.
Živi u mjestu Oxshott, Surrey sa suprugom Toni i blizancima Georgie Johnom i Summer Rose rođenima 18. svibnja 2006.
S dugogodišnjom djevojkom Toni Poole se oženio 15.6.2007. u Blanheim Palace. Bračno putovanje su proveli u Hrvatskoj na jahti predsjednika Johnovog kluba, Romana Abramoviča. 
Njegov brat Paul također je bio nogometaš.
Glavno je lice Umbra, a pojavljivao se i u reklamama Samsunga i Nationwidea te na naslovnici igrice Pro Evolution Soccer.
U trenutku potpisivanja novog ugovora s Chelseajem postao je najplaćeniji nogometaš na Otoku.

## Vanjske poveznice
- Profil na Transfermarktu
- Profil na Soccerwayu